# Chryseofusus bonaespei
Chryseofusus bonaespei is een slakkensoort uit de familie van de Fasciolariidae. De wetenschappelijke naam van de soort werd in 1959 voor het eerst geldig gepubliceerd door K.H. Barnard.